# Portrait d'Ahmed III al-Hafsi
Portrait d'Ahmed III al-Hafsi est un tableau de Pierre Paul Rubens, copié d'un portrait d'Abû al-`Abbâs Ahmed III al-Hafsi peint par Jan Cornelisz Vermeyen et perdu depuis.

## Histoire

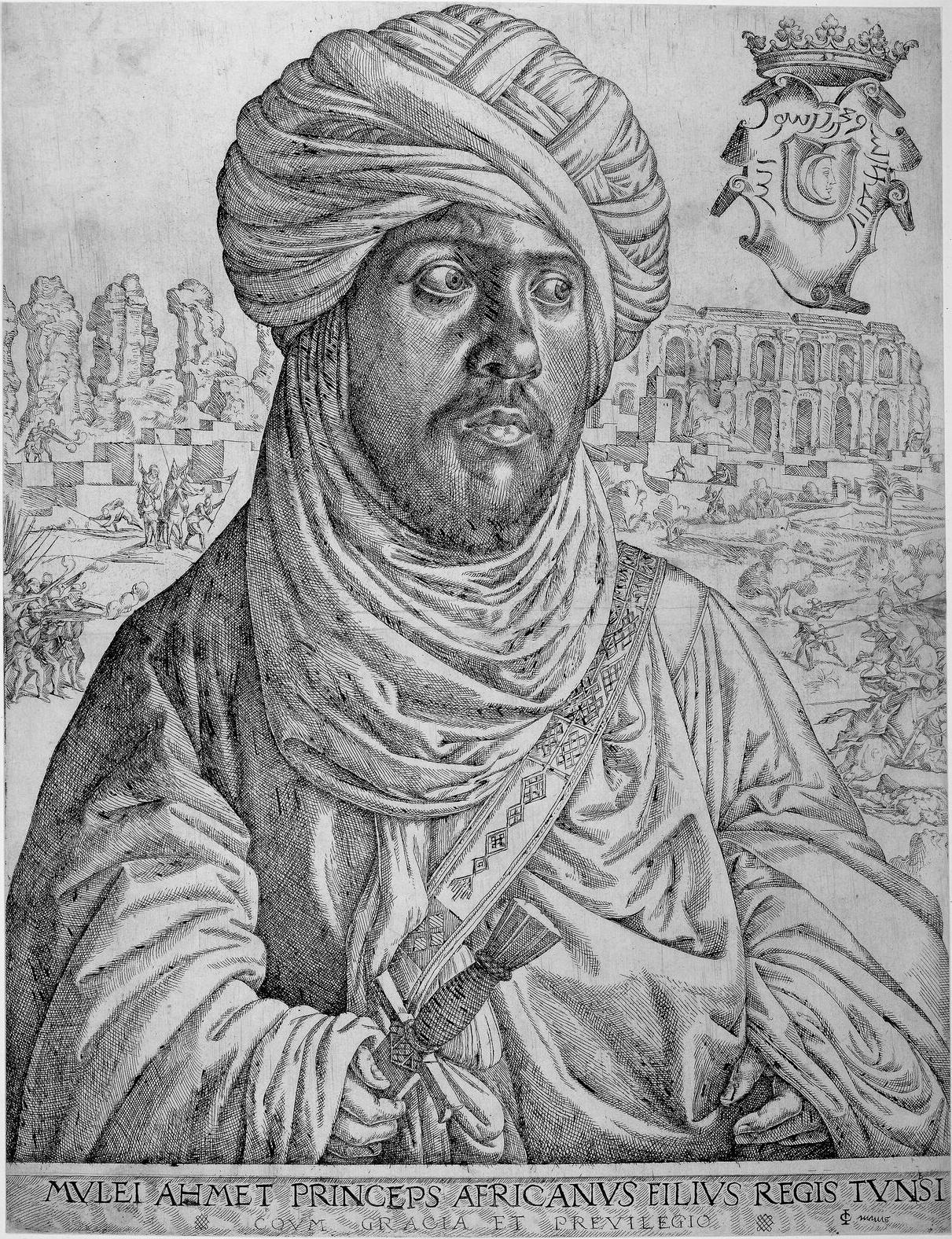
Jan Cornelisz Vermeyen, Abû al-`Abbâs Ahmed III al-Hafsi, 1536-1536 (musée Boijmans Van Beuningen).

En 1533-1534, le peintre Jan Cornelisz Vermeyen rejoint Charles Quint en Espagne, pour le suivre à Tunis. Il y fait un portrait du futur sultan de Tunis, Abû al-`Abbâs Ahmed III al-Hafsi. Vermeyen peint le prince avec un air noble, dans son élégante robe en soie verte, avec les manches et le col enrichis par des bords en soie blanche et tenant une épée dans sa main droite. Des signes de guerre peuvent être vus en arrière-plan. Dans le coin supérieur droit, Vermeyen ajoute les armoiries, avec cette inscription, en arabe : « Il y a un Dieu, Allah, et Mohammed est son prophète ». 
Ce portrait a été perdu, mais il en reste une gravure. Rubens a certainement vu le portrait et l'a copié, tout en adoucissant les traits du visage du jeune prince, en enlevant les scènes de bataille et en ne laissant qu'un petit groupe de soldats au galop, les sabres dégainés. Il omet également le blason et transforme le fond en un paysage de rêve. En arrière-plan, il laisse la grande construction.
Nous ne savons pas si Rubens savait qu'il ne s'agissait pas d'un édifice de fantaisie, mais de l'amphithéâtre d'El Jem, en Tunisie, construit vers le premier tiers du IIIe siècle. Le prince Abû al-`Abbâs Ahmed III al-Hafsi avait vraisemblablement voulu ce bâtiment en fond de son portrait comme symbole de continuité de son pouvoir et de sa dynastie avec l'empire romain.

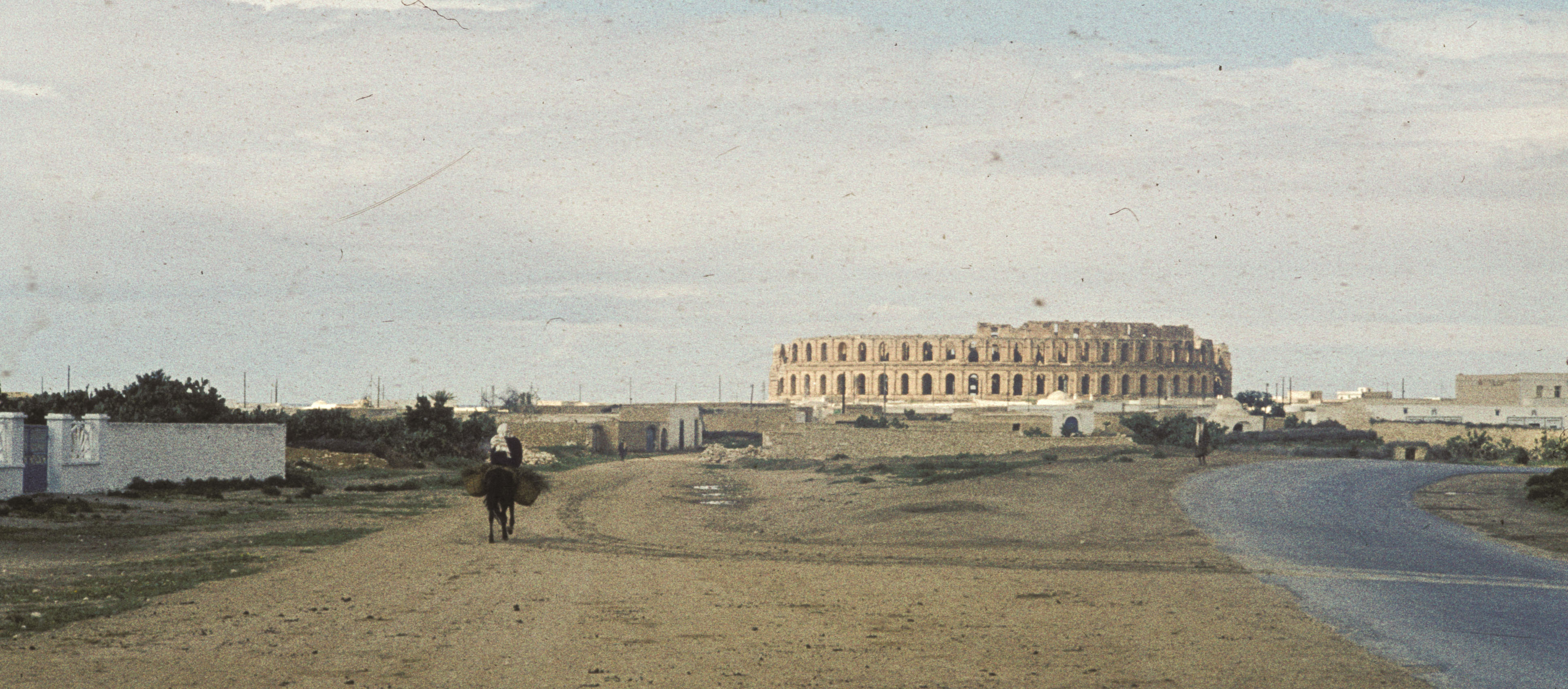
Amphithéâtre d'El Jem en 1960.

## Objet
En 1543, Abû al-`Abbâs Ahmed III al-Hafsi succède à son père comme sultan hafside de Tunis et meurt en captivité en 1575, à Termini Imerese (Sicile). Le souverain est donc mort quand son portrait a été copié par Rubens, qui a utilisé cette même image pour d'autres peintures, par exemple pour le Roi africain de l’Adoration des Mages qui se trouve à l'Église Saint-Jean de Malines (gravée par Lucas Vorsterman en 1620) et pour une autre Adoration des Mages (1633-1634), un retable peint pour un couvent de Louvain et désormais visible dans la King's College Chapel de l'université de Cambridge.

## Expositions
- The Europe of Rubens, Louvre-Lens, 22 mai–23 septembre 2013.